# スノーシェルター

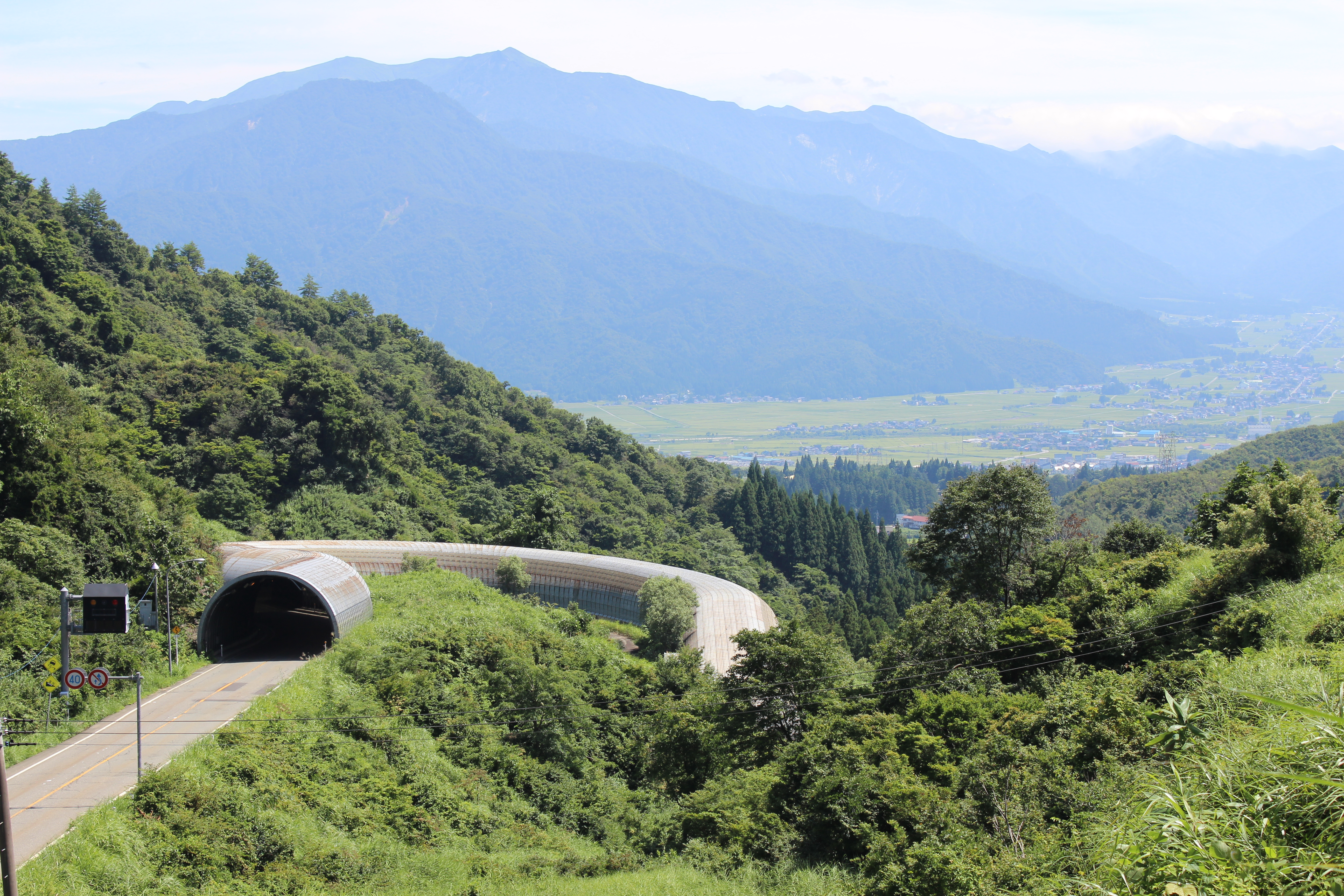
小栗山（こぐりやま）スノーシェルター（新潟県道560号田沢小栗山線）

スノーシェルターとは、雪害から建物・施設・設備を保護するためそれらを覆う建造物。豪雪地帯や雪の吹き溜まりとなりやすい場所に設置されている。
雪囲いの一種で、単に元々｢雪囲い｣と呼んでいたものを｢スノーシェルター｣と呼ぶようになった物なども存在する。

## 鉄道の場合
駅や信号場・駅間に設置されている。
設置目的から下記のように分類される。
1. 駅・信号場においてポイントを保護するもの
2. 敷設されている線路や走行する列車を保護するもの
3. 駅において駅舎やホームを保護するもの

1.  ポイントにはトングレールやポイントマシンといった可動部分があり、この部分に雪が詰まったり凍結したりすると「不転換」という進路を構成できない事態が発生し列車を運行する事ができなくなる恐れがある。これを防止するため、ポイント設置部分をヴォールト状の雪囲いで覆ってしまうものである。
2. の類型は1. を発展させて鉄道施設全体を覆い、除雪作業を行わなくてもよいようにしたものである。積雪地帯を走行する路線において、トンネル間の短い明かり区間を覆っている例や、札幌市営地下鉄南北線の平岸駅から真駒内駅までの地上区間がこれに該当する。
また、雪崩の危険性があるような区間や、トンネルの前後や洞門（トンネルポータル）間に堅牢な屋根を施工して線路を保護する場合もある。これらは冬季のみならず、落石、土砂災害、落ち葉による障害をも防ぎ、通年に渡って機能することから「シェッド」と呼ばれ区別される。
3. は、駅構内においてホームを含めて構内全体を覆い、乗客や駅員・乗務員を風雪から守り除雪作業を行わなくてもよいようにしたものである。八戸駅など北国における新幹線ホームはこれに該当する。

## 道路の場合
道路では吹雪対策の施設として設置される。豪雪地帯や峠等、吹雪が特に厳しい区間において、道路上の吹きだまりと視程障害を防止するために道路を覆う施設である。トンネルが連続する区間では坑口や「明かり」となる場所に作られていることもある。
雪崩、落石、土砂災害から道路を保護するための強固な構造を持つものは覆道と呼ばれる。

### パーキングシェルター
日本では、地吹雪が特に厳しい箇所に緊急避難用としてパーキングシェルターという設備が設置されている。車道の両脇に駐車帯を備え、全体が屋根で覆われている。公衆トイレ、公衆電話、消火器、道路情報提供装置等を備えたものもある。いずれも北海道北部の海岸近くの平野部であるが、冬季は強風雪に加えて路面も凍結しているため、受風面積の大きな車両は風除けが無ければ停車していても滑って流されてしまい、時には道路外へ転落することもある。
- 開源パーキングシェルター (国道40号 北海道天塩郡豊富町開源)
- 猿払パーキングシェルター (国道238号 北海道宗谷郡猿払村芦野)
- 浜里パーキングシェルター (北海道道106号稚内天塩線 北海道天塩郡幌延町浜里)※
- 芦野パーキングシェルター (芦野地区農免農道→猿払村道 北海道宗谷郡猿払村芦野)※

※ トイレ、道路情報提供装置なし。

## 学校の場合
豪雪地帯の岩見沢市にかつてあった岩見沢駒澤短期大学・駒澤大学北海道教養部と駒澤大学附属岩見沢高等学校を結ぶための連絡通路として学校法人駒澤大学が設置していた。主に地吹雪対策・積雪による通行不能防止のためだったとされる（『三十周年記念誌補遺版 平成6年度～10年度』駒澤大学北海道教養部編集・発行、1999.3、裏表紙地図より）。2015年に解体済み。

## ギャラリー

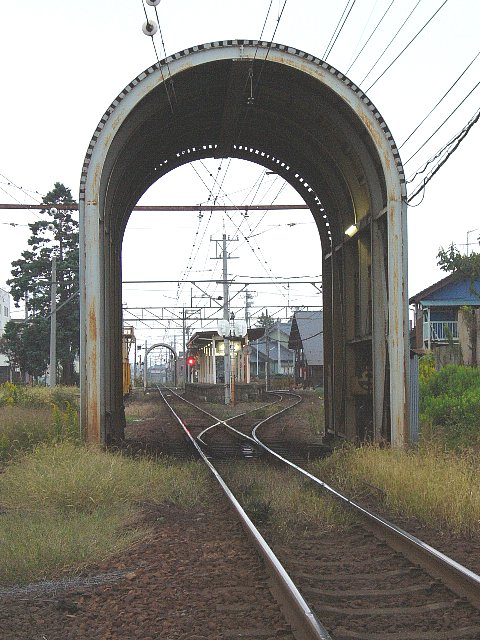
鉄道のスノーシェルター（福井鉄道浅水駅）
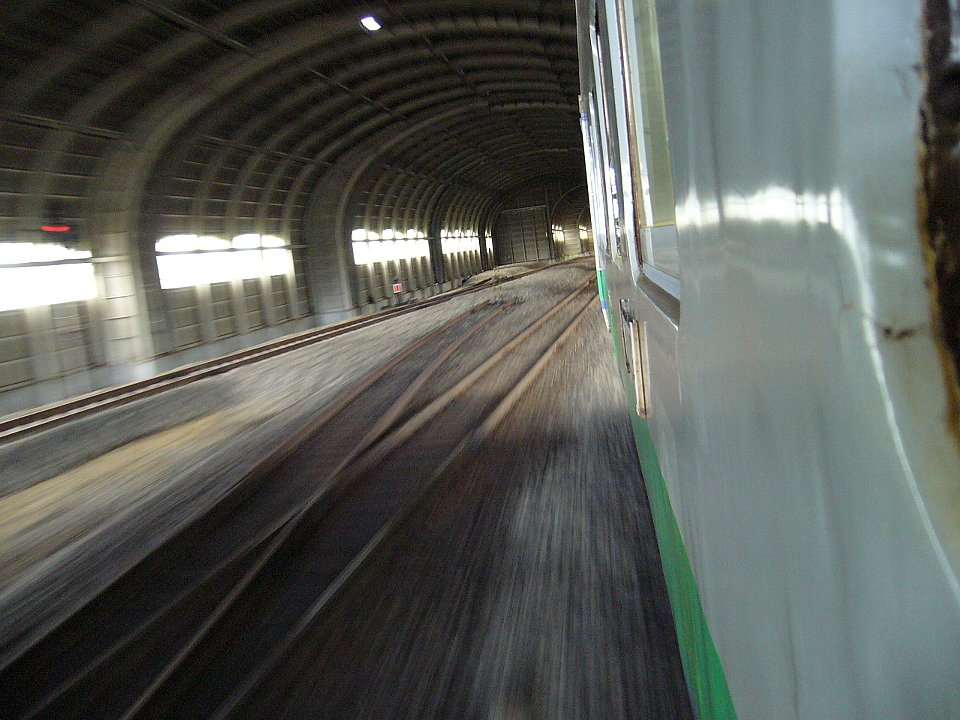
鉄道のスノーシェルター（JR北海道滝ノ上信号場）
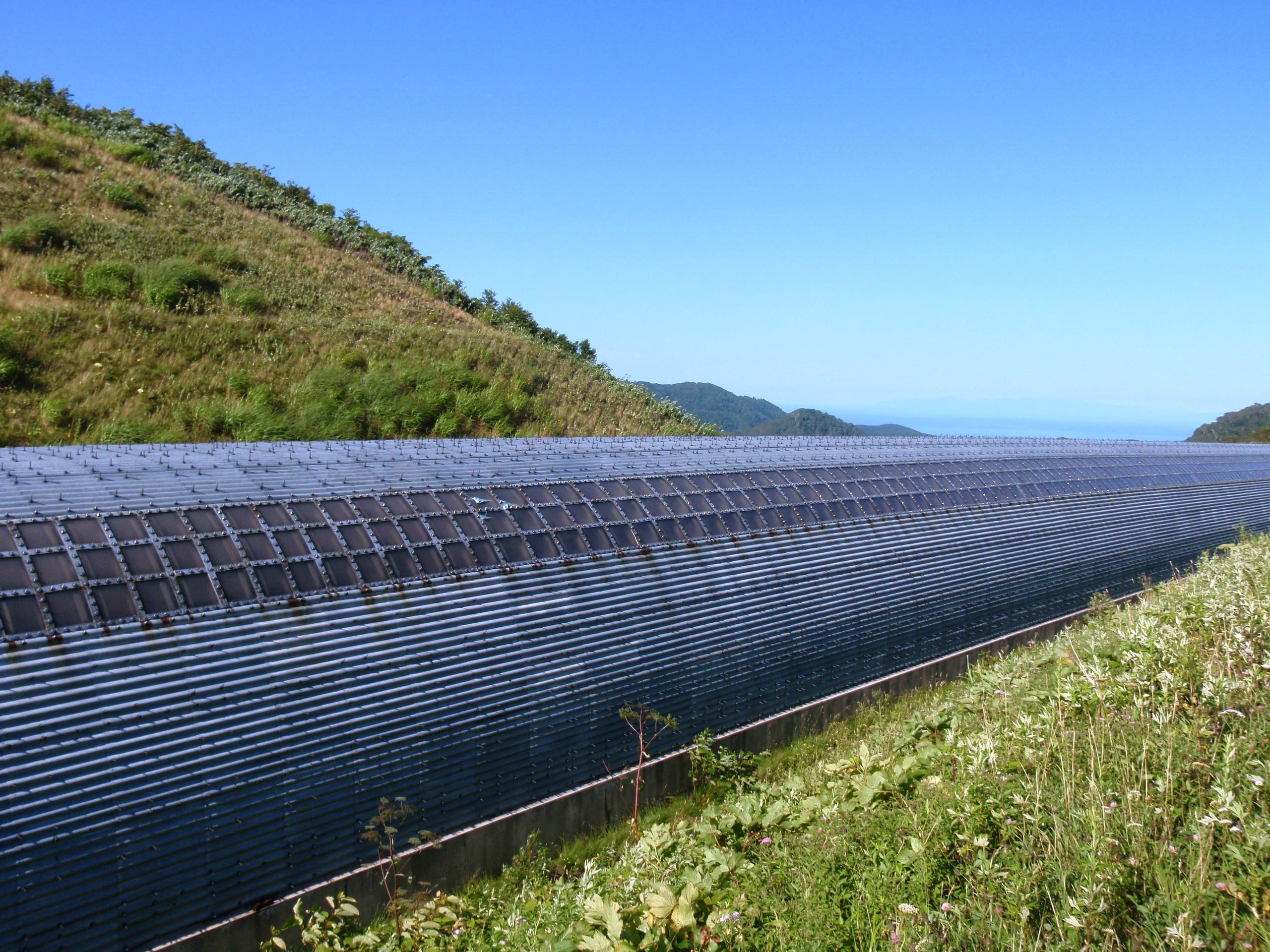
道路のスノーシェルター（道道998号当丸峠）
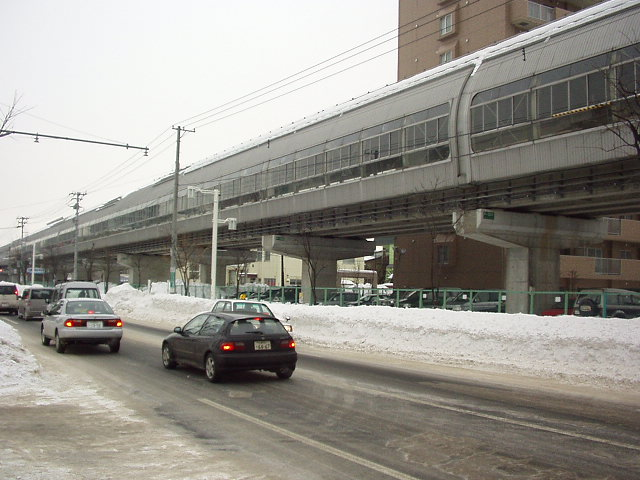
札幌市営地下鉄南北線のシェルター 澄川駅 - 自衛隊前駅
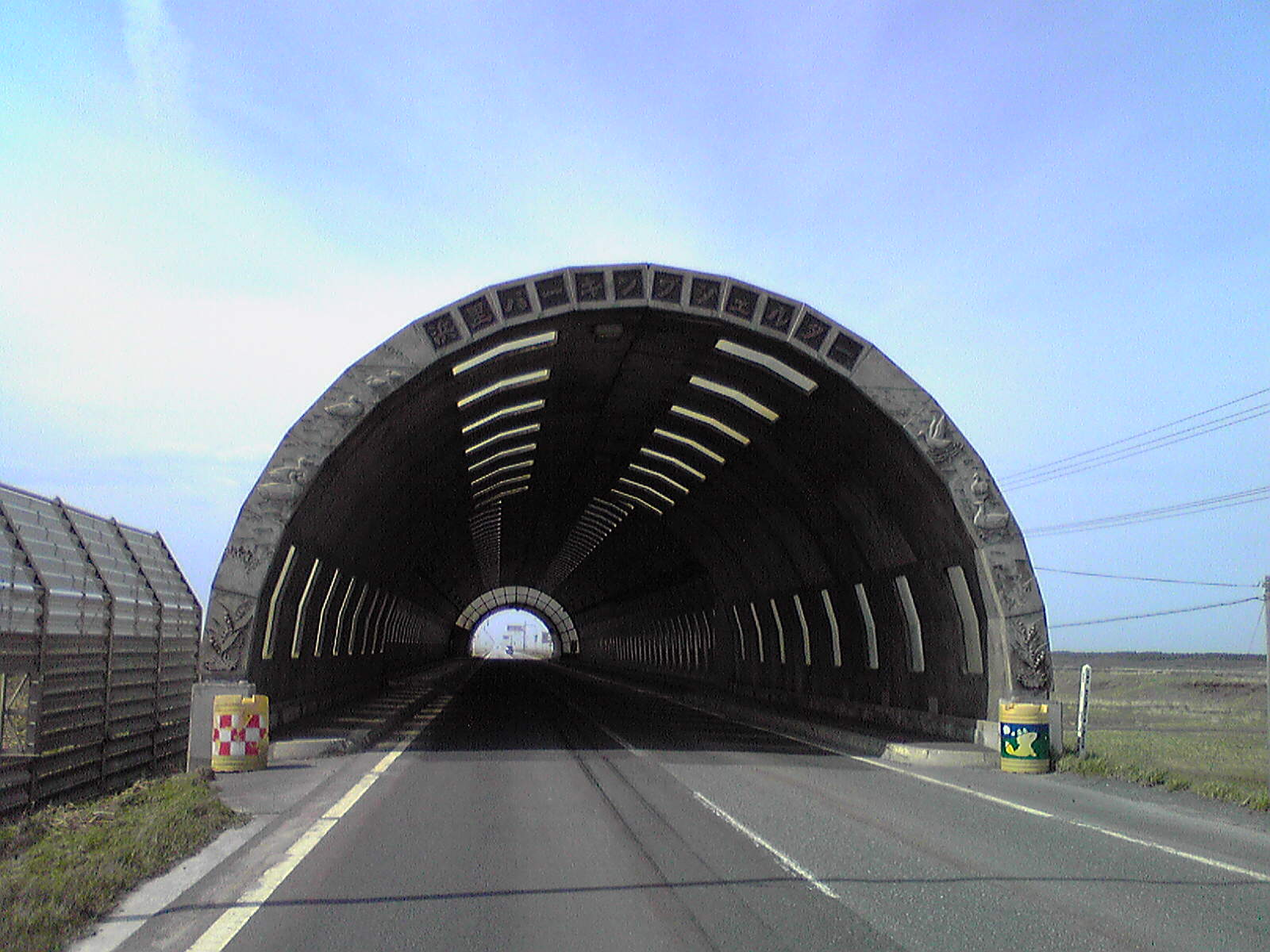
浜里パーキングシェルター